# Zylfije Bajramaj
Zylfije Bajramaj (* 2. Oktober 1997 in Kosovo) ist eine albanische und kosovarische Fußballspielerin, die als Stürmerin für den albanischen Verein KFF Vllaznia spielte.

## Karriere

### Verein
Bajramaj begann ihre Karriere in der Saison 2016/17 beim FC Hajvalia. Mit Hajvalia nahm sie an der UEFA Women’s Champions League teil. 2020 wechselte sie zu KFF Vllaznia.

### Nationalmannschaft
Seit 2016 ist Franja Bestandteil der albanischen Frauen-Nationalmannschaft. Bis April 2021 bestritt sie zwölf Länderspiele und erzielte ein Tor.